# 杰倫·羅賓遜
杰倫·羅賓遜（英語：Jalen Robinson，1993年12月25日—）為美國男子籃球運動員，場上位置為前鋒。

## 學生生涯
2011年6月，來自北國中學的羅賓遜承諾就讀戴頓大學，為戴頓大學所收到的2012年梯次的第一個就讀承諾，羅賓遜過去曾承諾就讀西弗吉尼亞大學，但最終收回承諾。2014年12月，大學三年級的羅賓遜與同樣出身北國中學的Devon Scott在戴頓大學的宿舍犯下入室盜竊，兩人隨即遭到校隊開除，羅賓遜兩年多以來共攻下373分，之後羅賓遜接連就讀南卡罗来纳大学艾肯分校以及Dalton State College，2016年11月羅賓遜公開向戴頓大學致歉。

## 職業生涯
2016年8月，奧西耶克證卷籃球俱樂部宣布羅賓遜加盟事宜。
2019年9月羅賓遜加盟埼玉野馬。羅賓遜場均可為埼玉野馬挹注22.8分、11.5籃板、2.7助攻、1.2抄截。
2020年11月20日，東京八王子蜜蜂列車宣布羅賓遜加盟事宜。2021年4月8日，東京八王子蜜蜂列車宣布羅賓遜因家庭因素與其解除合約。2021年6月25日，羅賓遜加盟聖法蘭西斯科印第安人。
第19季SBL羅賓遜原以登錄名「JR猛象」效力於高雄九太科技，但怕名字「JR猛象」會與KR象王弄錯，而改使用「杰倫」。2021年12月29日，羅賓遜以場均24.5分、18.5籃板的表現拿下第19季SBL首週MVP。2022年3月23日，羅賓遜以出賽三場，場均23分、16籃板、3助攻、1抄截、2阻攻的成績獲選第19季SBL第8週MVP。因為父親突發心臟病過世需返回美國奔喪，4月10日為羅賓遜在SBL的最終戰。

## 外部連結
- 杰倫·羅賓遜在Sports-Reference.com（NCAA）（英语）
- 杰倫·羅賓遜在Eurobasket.com（球員）（英语）
- 杰倫·羅賓遜在RealGM（英语）
- 杰倫·羅賓遜在Proballers（英语）